# شکافا
در مهندسی هسته‌ای، ماده شکافا یا شکافت‌پذیر به موادی گفته می‌شود که در حضور نوترون با هر مقدار انرژی ایجاد واکنش‌های زنجیره‌ای شکافت هسته‌ای می‌کنند.

اورانیوم-۲۳۵ و ۲۳۳ و پلوتونیم-۲۳۹ از مواد شکافا هستند.